# Paul Malliavin

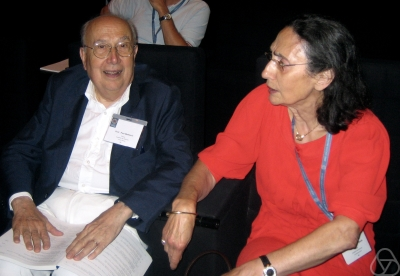
Paul Malliavin am ICM 2006 in Madrid; mit Marie-Paule Malliavin

Paul Georges Malliavin (* 11. September 1925 in Neuilly-sur-Seine; † 3. Juni 2010 in Paris) war ein französischer Mathematiker, der sich vor allem mit Analysis und Stochastik beschäftigt hat. Er hatte einen großen Einfluss auf die Stochastik und einige Teilgebiete haben ihren Ursprung in den Publikationen Malliavins.
Malliavin promovierte 1954 bei Szolem Mandelbrojt an der Universität Paris (Sur quelques procédés d’extrapolation). Er war seit 1973 Professor an der Universität Pierre und Marie Curie. Er beschäftigte sich zu Beginn mit harmonischer Analysis und kam später zur Stochastik.
Malliavin wurde bekannt, als er ein wichtiges Problem der harmonischen Analyse löste (Impossibilité de la synthèse spectrale sur les groupes abéliens non compacts, 1959). Der von ihm begründete Malliavin-Kalkül aus der stochastischen Analysis ist ein unendlich-dimensionales Differentialkalkül auf dem Wiener-Raum und findet seit den 1990er und 2000er Jahren zunehmend Anwendung in der Finanzmathematik. Ursprünglich führte Malliavin ihn 1978 zum Studium der Regularität stochastischer Differentialgleichungen ein und fand einen probabilistischen Beweis für den Satz von Hörmander. Mit ihm konnte eine stochastische Differentiation eingeführt werden. Er war auch einer der Begründer der stochastischen Differentialgeometrie, der Theorie der Brownschen Bewegung auf Riemannmannigfaltigkeiten (mit James Eells, Itō Kiyoshi, Paul-André Meyer).
Zusammen mit Ralph Phillips und Irving Segal gründete Malliavin die mathematische Zeitschrift Journal of Functional Analysis.
Malliavin war Invited Speaker auf dem Internationalen Mathematikerkongress (ICM) 1962 in Stockholm (Ensembles de resolution spectrale) und 1983 in Warschau (Analyse differentielle sur l’espace de Wiener). Er war Mitglied der Académie des sciences und der American Academy of Arts and Sciences.
Seine Ehefrau Marie-Paule Malliavin, geb. Brameret, war auch Mathematikerin. Sie wurde 1965 promoviert und war Professorin an der Universität Paris VI.

## Schriften
- La quasi-analyticité généralisée sur un intervalle borné, Annales scientifiques de l’École Normale Supérieure 3e série 72, 1955, S. 93–110
- Impossibilité de la synthèse spectrale sur les groupes abéliens non compacts, Publications Mathématiques de l’IHÉS 2, 1959, S. 61–68
- Calcul symbolique et sous-algèbres de L1(G), Bulletin de la Société Mathématique de France 87, 1959, S. 181–186, suite, S. 187–190
- mit Lee A. Rubel: On small entire functions of exponential type with given zeros, Bulletin de la Société Mathématique de France 89, 1961, S. 175–206
- Spectre des fonctions moyenne-périodiques. Totalité d’une suite d’exponentielles sur un segment, Séminaire Lelong. Analyse 3 Exposé No. 11, 1961
- Un théorème taubérien relié aux estimations de valeurs propres, Séminaire Jean Leray, 1962–1963, S. 224–231
- Géométrie riemannienne stochastique, Séminaire Jean Leray 2 Exposé No. 1, 1973–1974
- Stochastic calculus of variations and hypoelliptic operators, in Kiyoshi Itō (Hrsg.): Proceedings International Symposium on stochastic differential equations Kyoto 1976, Wiley, New York 1978, S. 195–263
- Geometrie differentielle stochastique, Presses de l’Universite de Montreal, 1978
- mit Hélène Airault, Leslie Kay, Gérard Letac: Integration and Probability, Springer, 1995
- mit H. Airault: Some heat operators on P(Rd), Annales mathématiques Blaise Pascal 3 no. 1, 1996, S. 1–11
- Stochastic Analysis, Springer, 1997
- mit Anton Thalmaier: Stochastic calculus of variations in mathematical finance, Springer, 2005